# Settore pubblico
Con la locuzione settore pubblico si definisce, da un punto di vista funzionale, risulta composto da quelle istituzioni che gestiscono e/o erogano servizi pubblici, non destinati alla vendita.

## Caratteristiche
Fanno parte di questa classificazione le amministrazioni pubbliche, divisibili nei tre sottosettori stabiliti dal Sec95: amministrazione centrale, amministrazione locale ed enti di previdenza.
Le  entrate e uscite delle amministrazioni pubbliche contribuiscono alla dimensione del PIL.

## Dibattito sul significato
Seguendo invece un approccio istituzionale, la classificazione avviene in funzione delle attività svolte. In riferimento all'Italia, La definizione data dalla Banca d'Italia non coincide con quella del Ministero del Tesoro, il quale non include nella classificazione le Aziende municipalizzate né le vecchie aziende autonome, oggi diventate società per azioni (Ferrovie, Poste...).
Un sottoinsieme importante è costituito dal settore statale, che ad esempio in Italia è formato dallo Stato in senso stretto (Ministeri), ex Agenzia per il Mezzogiorno ed aziende autonome che forniscono beni e servizi non vendibili come l'ANAS.